# Monomorium macrops
Monomorium macrops är en myrart som beskrevs av Arnold 1944. Monomorium macrops ingår i släktet Monomorium och familjen myror. Inga underarter finns listade i Catalogue of Life.